# Synatemnus kilimanjaricus
Synatemnus kilimanjaricus är en spindeldjursart som beskrevs av Beier 1951. Synatemnus kilimanjaricus ingår i släktet Synatemnus och familjen Atemnidae. Inga underarter finns listade i Catalogue of Life.